# Bill Mazer
Bill Mazer (nacido como Morris Mazer; 2 de noviembre de 1920 - 23 de octubre de 2013) fue una personalidad de televisión y radio estadounidense. Ganó numerosos premios y menciones, entre ellos tres premios National Sportscasters and Sportswriters Association's Sportscaster of the Year de Nueva York en 1964-66. Considerado una institución de Nueva York en la información deportiva, Mazer fue instalado en el salón de la fama de la Asociación de Radiodifusores de Buffalo (1999), Buffalo Baseball (2000) y el Salón de la Fama del Deporte Nacional judío y el Museo (1997). También es reconocido como el anfitrión del primera programa de radio deportivo en la historia que inició en marzo de 1964, relativa a WNBC (AM).